# Prêmio Anu
O Anu é um prêmio realizado pela Central Única das Favelas (CUFA) cujo intuito é destacar todos os tipos de ações ocorridas dentro de favelas brasileiras, que contribuam para o desenvolvimento humano e social da comunidade.
O Prêmio Anu reconhece, ressalta e estimula iniciativas que ajam direta ou indiretamente para a melhoria de vida das pessoas, construindo novos significados, formas de interação e convivência.

## Símbolo
O pássaro anu-preto é encontrado em todo território nacional. Durante o período colonial, os portugueses e espanhóis usavam este nome para discriminar os escravos e pessoas negras, passando a ser um símbolo do agouro.[carece de fontes?]

## CUFA
A CUFA é uma organização criada no Rio de Janeiro por jovens de várias favelas que procuravam um espaço para se expressar. Realiza cursos e oficinas de DJ, break, grafite, basquete de rua, skate, informática, gastronomia, audiovisual e outras. Além de ações desenvolvidas nas áreas da educação, esporte, cultura e cidadania, com mão-de-obra própria. Destaca-se o HUTÚZ, sendo o maior festival de Rap da América Latina, focado no Hip Hop e o LIBRA (Liga Internacional de Basquete de Rua).

## Votação
Para a seleção de iniciativas participantes do prêmio, a CUFA criou uma comissão de várias personalidades distribuídas nos 26 Estados e no Distrito Federal, a fim de colaborar na escolha das ações indicadas ao prêmio. O Anu foi dividido em três etapas:
1. Na primeira fase os jurados de todos os Estado do país e do Distrito Federal, indicam os cinco melhores projetos baseados no conhecimento individual com critério de escolha livre.
2. Na segunda fase são escolhidas as melhores iniciativas de cada Estado, através de voto popular realizado online.
3. Na terceira fase são designados os melhores projetos do país.[4]

## Prêmio
A melhor iniciativa de cada Estado é premiada com o Anu de Ouro, já os melhores projetos do Brasil recebem o prêmio Anu-Preto, em uma comemoração realizada no Teatro Municipal do Rio de Janeiro.

## Edições
- O I Prêmio Anu foi realizado em 2011, com o tema Equilíbrio, sendo o ministro dos Esportes, Orlando Silva de Jesus Junior, o grande homenageado.[5]
- O II Prêmio Anu foi realizado em 2012, com o tema Parabéns pra você, sendo o ator Lázaro Ramos o homenageado do ano.[6]
- O III Prêmio Anu foi realizado em 2013, com o tema Rock, homenageando Glória Maria, primeira âncora negra da TV brasileira.
- O IV Prêmio Anu foi realizado em 2014, com o tema Futebol.